# Die Sklavin Isaura
Die Sklavin Isaura (Originaltitel: Escrava Isaura) ist eine brasilianische Telenovela, die bis heute als die erfolgreichste ihres Genres gilt. Die Fernsehserie wurde in 95 Länder verkauft und gehörte zu den ersten westlichen Sendungen, die im Ostblock gesendet werden durften und erfolgreich waren. Mit der Ausstrahlung der Serie im chinesischen Fernsehen waren dort erstmals westliche Schauspieler vertreten. Regie führten seinerzeit Milton Gonçalves und Herval Rossano.

## Handlung
Isaura wird im 19. Jahrhundert in Brasilien als Tochter einer hellhäutigen Sklavin namens Juliana und eines Plantagenverwalters namens Miguel auf der südamerikanischen Tabak-Plantage (Fazenda) von Don Almeida in der Nähe von Rio de Janeiro geboren.
Da ihre Mutter während der Geburt stirbt und dem Vater schon Monate vorher von Don Almeida gekündigt wurde, nachdem das Verhältnis bekannt geworden war, wird Isaura von ihrer Herrin Dona Ester wie ein eigenes Kind aufgezogen. Dagegen wird sie von ihrem Herrn Don Almeida kühl und abweisend behandelt. Isaura bekommt von Dona Ester Unterricht, lernt Klavierspielen und die französische Sprache und ist allein durch ihr Äußeres nicht von einer Freien zu unterscheiden.
Seit ihrer Kindheit wird sie ständig von Leôncio, dem Sohn ihrer Besitzer, sexuell bedrängt. Schließlich wird Leôncio nach Europa, nach Paris an die Universität geschickt.
Von all dem aber erfährt der Zuschauer erst nach und nach im Laufe der ersten Folgen. Die Handlung beginnt zum Zeitpunkt kurz bevor Leôncio wieder aus Paris zurückkehrt. Während Dona Ester an das Gute in ihrem Sohn glaubt, befürchtet Don Almeida vielmehr, dass Leôncio nur deshalb zurückkehren will, weil er das ganze Geld verjubelt habe. Tatsächlich kommt Leôncio ohne Studienabschluss in der Tasche, aber dafür noch lasterhafter, nach Brasilien zurück und beginnt erneut, Isaura nachzustellen. Nebenher aber macht auch die Sklavin Rosa Leôncio gewisse Anvancen. Rosa versucht, ihr Aussehen zu ihrem Vorteil auszunutzen, und scheut auch nicht davor zurück, andere Sklaven den Aufsehern zu verraten – auch wenn sie in den ersten Folgen dem Sklaven André am Pranger heimlich zu essen bringt. In Isaura sieht sie zunehmend eine Konkurrentin. Mehrmals im Laufe der Handlung intrigiert Rosa gegen Isaura.
Doch Isaura lernt Tobias Paes Vidal kennen, den Eigentümer der Nachbarplantage. Dieser hat zunächst keine Ahnung, dass er es bei Isaura mit einer Sklavin zu tun hat. Beide verlieben sich ineinander. Ohne dass beide davon wissen, arbeitet auf der Plantage von Tobias ein Mann namens Miguel als Verwalter, der niemand anderes ist als Isauras Vater und der sich nichts sehnlicher wünscht, als seine Tochter freikaufen zu können, und dafür sein Geld spart. Auf seine Frage an Tobias, wie viel wohl eine Sklavin kosten würde, nennt ihm Tobias einen Preis von 3 Millionen Reais, was jedoch über Miguels Möglichkeiten liegt.
Von der Köchin Januária, die über all die Jahre hinweg heimlich Kontakt zu Miguel hielt, hört Isaura, dass Don Almeida Isauras Mutter Juliana zu ihren Lebzeiten ähnlich verehrte wie Leôncio jetzt sie und der Verdacht im Raum stand, seine illegitime Tochter zu sein. Das war auch einer der Gründe, weshalb Dona Ester sich Isauras annahm. Im Laufe der Geschichte lernt Isaura aber schließlich ihren echten Vater kennen. Mit ihm möchte sie ein normales Leben führen.
Don Almeida versucht, seinen Sohn Leôncio durch eine angestrebte Heirat mit Malvina Fontoura zu zähmen, wovon Leôncio zunächst gar nichts hält. Malvina ist die Tochter eines vermögenden Plantagenbesitzers, der jedoch im Gegensatz zu Almeida seine Sklaven verhältnismäßig gut behandelt. Schließlich lernen sich Malvina und Leôncio doch noch kennen, entwickeln eine gewisse Sympathie füreinander und wollen schließlich heiraten.
Dona Ester, die Isaura die Freiheit versprochen hatte, erkrankt und wird zusehends schwächer. Es gelingt ihr zwar, Don Almeida davon zu überzeugen, einen Freilassungsbrief für Isaura zu verfassen und zu unterzeichnen, mit dem Argument, dass Leôncio oft unüberlegt handle und dass Isaura frei sein solle, wenn sie sterben sollte. Doch legt Almeida den Brief in einen Tresor, so dass nur sie beide wissen, wo das Dokument lagert. Zwar erzählt Almeida Leôncio von dem Brief, erklärt aber zugleich, dass er nicht vorhabe, den Wunsch seiner Frau zu erfüllen.
Kurze Zeit später stirbt Dona Ester an den Folgen ihrer Krankheit und Leôncios Vater wendet sich der deutlich jüngeren Schauspielerin Carmen zu, zu der er bereits seit längerem ein Verhältnis hatte – was in der gekürzten deutsche Fassung aber nur angedeutet wird – und will sie schließlich heiraten. Da Leôncio, der sie noch nie leiden konnte, um sein Erbe fürchtet, droht er seinem Vater Almeida, ihn auf seinen Geisteszustand untersuchen zu lassen. Almeida überträgt daraufhin die Fazenda an Leôncio, was diesen gnädig stimmt und besteht lediglich auf die Wohnung in Rio de Janeiro. Bei seinem letzten Besuch auf der Fazenda zusammen mit seiner frischangetrauten Carmen holt er noch sämtliche Dokumente aus dem Tresor, von welchem Leôncio nichts weiß. Dabei entdeckt Carmen, die Isaura wohlgesonnen ist, den Freilassungsbrief. Almeida will ihn vernichten, doch Carmen gelingt es unter einem Vorwand, das Dokument zu bewahren. Sie spielt den Brief Henrique, dem Bruder von Malvina zu, der wiederum in Kontakt zu Tobias steht.
Nachdem Tobias gegenüber Leôncio erklärt, dass er Isaura liebt, lässt dieser nichts unversucht, beide auseinanderzuhalten. Als Leôncio davon erfährt, dass Tobias im Besitz des Freilassungsbriefes für Isaura ist, lässt er Tobias entführen, in einer alten Maismühle einsperren und verbrennt vor dessen Augen das Dokument. Malvina, geleitet von der Sklavin Santa, sucht Tobias, findet ihn in der Mühle und will ihn befreien, aber Leôncio glaubt, es sei Isaura. Rasend vor Eifersucht zündet er das Gebäude an; Tobias und Malvina kommen im Feuer um. Santa wird Augenzeugin des Vorfalls, aber vom Sklaventreiber Francisco eingeschüchtert, um ihr Stillschweigen zu bewahren.
Der Vater will sie nun freikaufen, aber Leôncio setzt einen überhöhten Preis von 15 Mio. Reais an (ein herkömmlicher Sklave kostet um die Zeit 2 Mio. Reais, eine hübsche Sklavin 3 Mio., wird als Vergleich im Film genannt), um jeglichen Kaufversuch unmöglich zu machen. Am Ende ist es doch möglich, Isaura mit gemeinsamer Hilfe der großzügigen Spende von Tais – der Schwester von Tobias, die für diese ihren gesamten Familienschmuck verkauft – das Geld zusammenzubekommen; aber Leôncio, der zunächst den Freikauf unterschreibt, zerfetzt einen Augenblick später die Urkunde wieder mit dem Argument, niemand könne ihn zwingen, sein Eigentum zu verkaufen.
Noch am gleichen Tag gesteht Leôncio Isaura seine Liebe, sie aber kann nicht mehr als Mitleid für ihn empfinden. Das wiederum versetzt Leôncio derart in Rage, dass er sie mit Schikanen überhäuft.
In der gleichen Nacht gelingt es Miguel durch Januaria und mit Hilfe der 15 Millionen Reais, Isaura zu befreien und mit ihr und dem Sklavenpaar Santa und André zu fliehen. Sie finden Unterschlupf in einem Landhaus von Dona Carmen in der Nähe von Rio de Janeiro.
Isaura lässt sich zur Tarnung „Elvira“ nennen, aber Leôncio lässt sie suchen. Er setzt ein Kopfgeld von 15 Millionen Reais aus. Ein vornehmer und äußert wohlhabender Bürger namens Alvaro, der dem Abolitionismus angehört, verliebt sich in Isaura, freilich ohne zu ahnen, dass sie eine entflohene Sklavin ist. Niemand scheint in Dona Elvira die gesuchte Isaura zu erkennen, und es sieht zunächst danach aus, als würden Isaura, Miguel, Santa und André unbehelligt bleiben.
In der Zwischenzeit tauchen plötzlich in der deutschen Serienfassung erstmals die Figuren Aninha, José und Senhor Martoso auf, die miteinander verwandt sind und in freundschaftlichem Verhältnis zu Leôncio stehen. José ist schließlich beseelt von dem Gedanken, den verwitweten und höchstwahrscheinlich unglücklichen Leôncio mit seiner Schwester Aninha zu verkuppeln. Tatsächlich will er seine Schwester nur verheiraten, weil ihm erst dann nach dem Testament des Vaters eine größere Summe zufällt. Die benötigt er, weil er enorme Spielschulden angehäuft hat.
Leôncio setzt erneut eine Suchanzeige aus und erhöht das Kopfgeld auf 20 Millionen Reais. Zwei Personen schöpfen nun Verdacht, einer von ihnen Martinho, ein Freund Alvaros. Dieser nimmt Kontakt zu Leôncio auf.
Die in Leôncio aufkeimende Hoffnung auf Isaura lässt ihn schließlich in eine Heirat mit Aninha einwilligen, woraufhin Henrique energisch – aber letzten Endes erfolglos – auf Senhor Martoso und José einredet, sie sollten diese Hochzeit auf jeden Fall verhindern.
Alvaro überredet Elvira, ihn auf einem Ball zu begleiten. Dort allerdings wird sie schließlich von Martinho bloßgestellt. Alvaro gelingt es, Martinho umzustimmen, indem er ihm 20 Millionen Reais geben würde, wenn dieser Leôncio sagen würde, dass er sich in der gesuchten Person geirrt habe.
Doch noch eine zweite Person, eine jüngere Frau, nimmt Kontakt zu Leôncio auf und verrät ihm das Versteck. Nachdem Leôncio schließlich Isaura, Santa und André wieder in seinen Händen hat und Miguel verhaften lässt, bleibt er der Verräterin das versprochene Kopfgeld jedoch schuldig.
Leôncios Rache ist grausam. Er lässt Isaura an den Pranger stellen und danach auf den Zuckerrohrfeldern arbeiten. Alvaro versucht zwar zusammen mit Henrique, Isaura zu befreien, aber der Versuch schlägt fehl, weil die Sklavin Rosa den Fluchtversuch sofort den Aufsehern meldet. Um Isauras Willen zu brechen, lässt Leôncio sogar einen Brief mit der Schrift Alvaros fälschen, in welcher Alvaro Isaura gesteht, dass er kein Interesse mehr an ihr habe. Um sie zu demütigen und unter dem Vorwand, auf diesem Wege ihren Vater aus dem Gefängnis frei zu bekommen, will Leôncio sie schließlich mit dem Gärtner Beltrao verheiraten, der ein hässlicher alter Mann ist.
Alles scheint zunächst verloren, doch schließlich platzen Alvaro und Henrique in die angesetzte Hochzeitszeremonie. Alvaro konnte in Erfahrung bringen, dass Leôncio durch seinen ausschweifenden Lebensstil inzwischen bankrott ist, und hat daher über Strohmänner nach und nach sämtliche Schuldscheine aufgekauft und ist somit neuer Eigentümer von Leôncios Besitz geworden, inklusive Isaura. Leôncio weiß keinen Ausweg und erschießt sich.
Alles sieht zunächst nach einem Happy End aus, doch Rosa ist nicht bereit, Isaura als neue Herrin des Hauses zu akzeptieren. Daher versucht sie schließlich, Isaura zu vergiften. Sie stellt zwei Getränkschalen auf ein Tablett, versetzt eines mit Gift und bietet sie Isaura und Alvaro als Versöhnungstrunk an. Der Plan scheint fast aufzugehen, weil Isaura nach dem vergifteten Getränk gegriffen hätte. Doch Dona Carmen kommt hinzu, stellt zwei weitere Getränkschalen aufs Tablett mit dem Wunsch, man solle doch zu viert anstoßen. Durch das geschickte Platzieren der zwei weiteren Schalen steht der Gifttrank nun auf Rosas Seite. Die wiederum ist verwirrt und greift zur Schale, die ihr am nächsten steht. Und um die Spannung anzuheizen, wird auf jeden der vier Anwesenden die Kamera gerichtet, und die Handlung friert für einen Moment ein. Ein Schrei von Rosa schließlich, die sich im Todeskrampf windet, löst die Situation auf.

## Hintergrund

### Roman und weitere Verfilmungen
Die Telenovela basiert auf dem Roman Die Sklavin Isaura des brasilianischen Autors Bernardo Guimarães aus dem Jahr 1875. Das Anti-Sklaverei-Buch ist Schullektüre in Brasilien und wurde mehrfach verfilmt, zuerst als Stummfilm im Jahre 1929, dann als Spielfilm 1949 und zuletzt als Neuauflage der Serie im Jahre 2004, mit einem der zwei Regisseure von 1976, Herval Rossano. Rubens de Falco, Darsteller des Leôncio 1976, wurde in die Neuauflage übernommen, in der er die Rolle Don Almeida spielte. 1976 wurde er neben der damals 19-jährigen Lucélia Santos als jugendlicher Bösewicht besetzt, obwohl er nur vier Jahre jünger war als sein Filmvater Gilberto Martinho. Auch Norma Blum, die in der Version von 1976 die Rolle der unterdrückten Ehefrau Malvina spielte, wurde wieder besetzt, in der Neuversion wirkte sie diesmal in der Rolle der Gertrudes, eine Figur, die in der Serie von 1976 nicht vorkommt, mit.

### Musik
Die Titelmusik der Telenovela Escrava Isaura ist eine reduzierte Neuversion des Liedes Retirantes von Dorival Caymmi. Es wurde auch eine CD mit dem Soundtrack der Serie veröffentlicht. Immer wiederkehrende musikalische Hauptthemen der Serie waren:
1. Prisioneira von Elizeth Cardoso
2. Amor sen Medo von Francis Hime
3. Retirantes von Dorival Caymmi (Titelmusik)
4. Nana von Orquestra Som Livre
5. Banzo von Tincoas
6. Moe preta von Coral Som Livre

Arrangeur war César Guerra-Peixe, Musikproduzent Guto Graça Mello.

### Ausstrahlungen
Die Sklavin Isaura wurde auf dem brasilianischen Fernsehsender Rede Globo vom 11. Oktober 1976 bis zum 5. Februar 1977 um 18 Uhr ausgestrahlt. Weitere Erstausstrahlungen erfolgten in Argentinien am 20. September 1982, in Frankreich am 5. November 1984, in Polen am 19. Februar 1985. Im Original hat sie 100 Folgen à 60 Minuten Laufzeit. Für Deutschland wurde sie zu 40 Folgen à 25 Min. zusammengeschnitten, um die Geschichte zu straffen, was den Erfolg aber nicht minderte.
Premiere in Deutschland war am 24. November 1986 auf ARD, die letzte Folge wurde am 5. Februar 1987 gesendet. Die Folgen wurden an vier Tagen in der Woche ausgestrahlt, Montag- bis Donnerstagnachmittags gegen 16 Uhr, mit Ausnahme der Weihnachts- und Silvester-Feiertage, an denen jeweils vom 24. bis zum 28. Dezember und dem 31. Dezember bis zum 4. Januar keine Ausstrahlungen stattfanden. Weitere Sender, die die Serie in ihr Programm aufnahmen, waren West 3 (1990), Bayerisches Fernsehen (1991), ORB (1992), Eins Plus (1993), DF1 Herz & Co TV (1997/98) und Premiere Sunset TV (1999).
Ursprünglich war die Serie auf Kinder und Jugendliche als Zielpublikum angelegt, überraschenderweise waren es aber vermehrt Erwachsene, die auf die Serie ansprachen.
Episodentitel der in Deutschland ausgestrahlten Folgen sind:
1. Ein außergewöhnliches Mädchen
2. Leôncios Rückkehr
3. Machtproben
4. Der selbstsüchtige Sohn
5. Die Wohltäterin
6. Das Versteckspiel
7. Unterdrückte Wünsche
8. Schatten der Vergangenheit
9. Gegensätzliche Meinungen
10. Familienstreit
11. Zusammenkünfte
12. Liebesgeständnisse
13. Die Wiedervereinigung
14. Der Theaterbesuch
15. Der Empfang
16. Ein verlockendes Angebot
17. Die Hochzeit
18. Der Tyrann
19. Dona Esters letzter Wunsch
20. Der zurückgehaltene Brief
21. Die Ablehnung
22. Heimlichkeiten
23. Das Zerwürfnis
24. Widerstand
25. Der Freilassungsbrief
26. Trügerisches Glück
27. Das Feuer
28. Falsche Freiheit
29. Ganz unten
30. Eine großzügige Geste
31. Die Flucht
32. Untergetaucht
33. In ständiger Gefahr
34. Nachforschungen
35. Neue Liebe
36. Der Verrat
37. Korrupte Geschäfte
38. Verzweiflungstaten
39. Eine teuflische Strategie
40. Der letzte Kampf

### Weltweiter Erfolg
Die Serie gehörte zu den wenigen westlichen Serien, die auch jenseits des Eisernen Vorhangs ausgestrahlt werden durften, da das historische Sujet und das antikapitalistische Thema den damaligen sozialistischen Ideologien durchaus entgegenkam. Polen und Ungarn waren die ersten Länder des Ostblocks, die die Serie 1985 bzw. 1986 in ihre Programme aufnahmen. Die Ausstrahlung im ungarischen Magyar Televízió war ein gewaltiger Erfolg. Eine moderne Legende berichtet, dass ungarische Zuschauer der Fernsehserie 75.000 US-Dollar sammelten und diese zur Befreiung Isauras der brasilianischen Botschaft übergaben.
Auch andere sozialistische Staaten nahmen die Serie in ihr Programm auf, darunter die Sowjetunion und schließlich China. Die Sklavin Isaura war die erste westliche Fernsehproduktion, die in China gesendet werden durfte. In Kuba avancierte sie sogar zur Lieblingssendung Fidel Castros, der ZK-Sitzungen verschoben haben soll, um keine Folge zu verpassen. Lucélia Santos entwickelte sich zu Castros Lieblingsschauspielerin und wurde mehrfach von ihm nach Kuba eingeladen. Santos wurde auch in China zum Filmstar und arbeitet noch heute als Beauftragte der brasilianischen Regierung für die Stärkung der kulturellen Beziehungen zwischen Brasilien und China. In der DDR wurde die Serie nicht ausgestrahlt.
Insgesamt wurde die Serie in 95 Länder verkauft, Rede Globo wurde dank des internationalen Erfolgs einer der größten Fernsehsender der Welt.

### Wissenschaftliche Publikationen
- Brasilianische Hausangestellte und Telenovela: Ideologische Reproduktion und Widerstand – Eine wissenschaftliche Analyse der realen sozialen Stellung und Bildes brasilianischer Hausangestellten, im Vergleich mit Telenovelas, von Prof. Dr. Arim Soares do Bem, Professor am Graduiertenprogramm Soziologie des Instituts für Sozialwissenschaften der Universidade Federal de Alagoas (UFAL)[7], 1992

- Telenovela – kulturelle Identität von Sandra Petz, Diplomarbeit im Fach Mediendokumentation, Studiengang Informationsmanagement der Fachhochschule Stuttgart – Hochschule der Medien, 2002